# Kościół św. Idziego Opata w Zborówku
Kościół Świętego Idziego Opata w Zborówku – rzymskokatolicki kościół parafialny położony w województwie świętokrzyskim, w powiecie buskim, w gminie Pacanów.
Budynek wpisany do rejestru zabytków nieruchomych województwa świętokrzyskiego.
Obiekt leży na Szlaku Architektury Drewnianej województwa świętokrzyskiego.

## Historia
Kościół wybudowany w dwóch okresach, w miejscu poprzedniego, zbudowanego prawdopodobnie w 1085 roku przez Władysława Hermana.
Metryki chrztów prowadzone od 1736 roku a małżeństw od 1766. Pierwszy budynek drewniany pełni funkcję prezbiterium a część murowana stanowi nawę .
1. Pierwszy, orientowany, późnogotycki z drewna modrzewiowego jest jednym z najstarszych drewnianych kościołów w Polsce. Na belce tęczowej widoczny rok 1459. Fundatorem był miejscowy pleban Piotr[4][3] . Konsekrowany po przeprowadzonej odbudowie w 1654 roku. Dokumenty poświadczają remonty w 1. połowie XIX wieku[3]  oraz w czasie probostwa ks. Waleriana Bienieckiego, w latach 1867–1901[5] . Konserwacja pokrycia dachowego części drewnianej w 2020 roku została dofinansowana przez Starostwo Powiatowe w Busku-Zdroju[6] .
2. W latach 1906–1908 rozebrano ścianę zachodnią i dobudowano neoromańską, murowaną z cegły nawę, według projektu Stanisława Szpakowskiego[5] .

## Architektura i wyposażenie
1. Część drewniana ma konstrukcję zrębową, ustawioną na kamiennej podmurówce, wzmocnioną obustronnie lisicami. Nad prezbiterium znajduje się pozorne sklepienie kolebkowe[4]. Na dwuspadowym dachu sygnaturka.
 Ołtarz główny z późnogotycką rzeźbą św. Mikołaja z około 1500 r. oraz dwa skrzydła późnogotyckiego tryptyku, z malowanymi postaciami św. Stanisława i św. Wojciecha na awersach oraz Archanioła Gabriela i Matki Bożej na rewersach oraz relikwiarze późnobarokowe z początku XVIII wieku. W lewym ołtarzu bocznym późnogotycki tryptyk z I poł. XVI wieku[7] . W ostrołukowej ścianie tęczowej na belce tęczowej opartej na kroksztynach znajduje się krucyfiks późnogotycki z drugiej poł. XV w. oraz rzeźby Matki Bożej i św. Jana z początku XVI wieku. Na styku starego i nowego budynku znajduje się ambona z 1. połowy XVIII i chrzcielnica z XVII wieku. Po stronie północnej znajduje się mała zakrystia[3] . Nawa ma wymiary 7,5 × 9 m, węższe  prezbiterium 5,3 × 4,7 m. a zamknięcie trójboczne 2,7 × 2.7 m[3] .
2. Część murowana – nawa – posiada płaski strop z fasetami. Wnętrza kościoła są polichromowane. Na dwuspadowym dachu sygnaturka. Portal wykonany z kamienia ciosowego w stylu romańskim. Po stronie południowej znajduje się kruchta. Dwa ołtarze boczne: po lewej stronie z zabytkowym krucyfiksem z XVI wieku i figurą Ukrzyżowanego, po prawej z obrazem Matki Bożej z Dzieciątkiem (prawdopodobnie XVII wiek)[3] [7] .

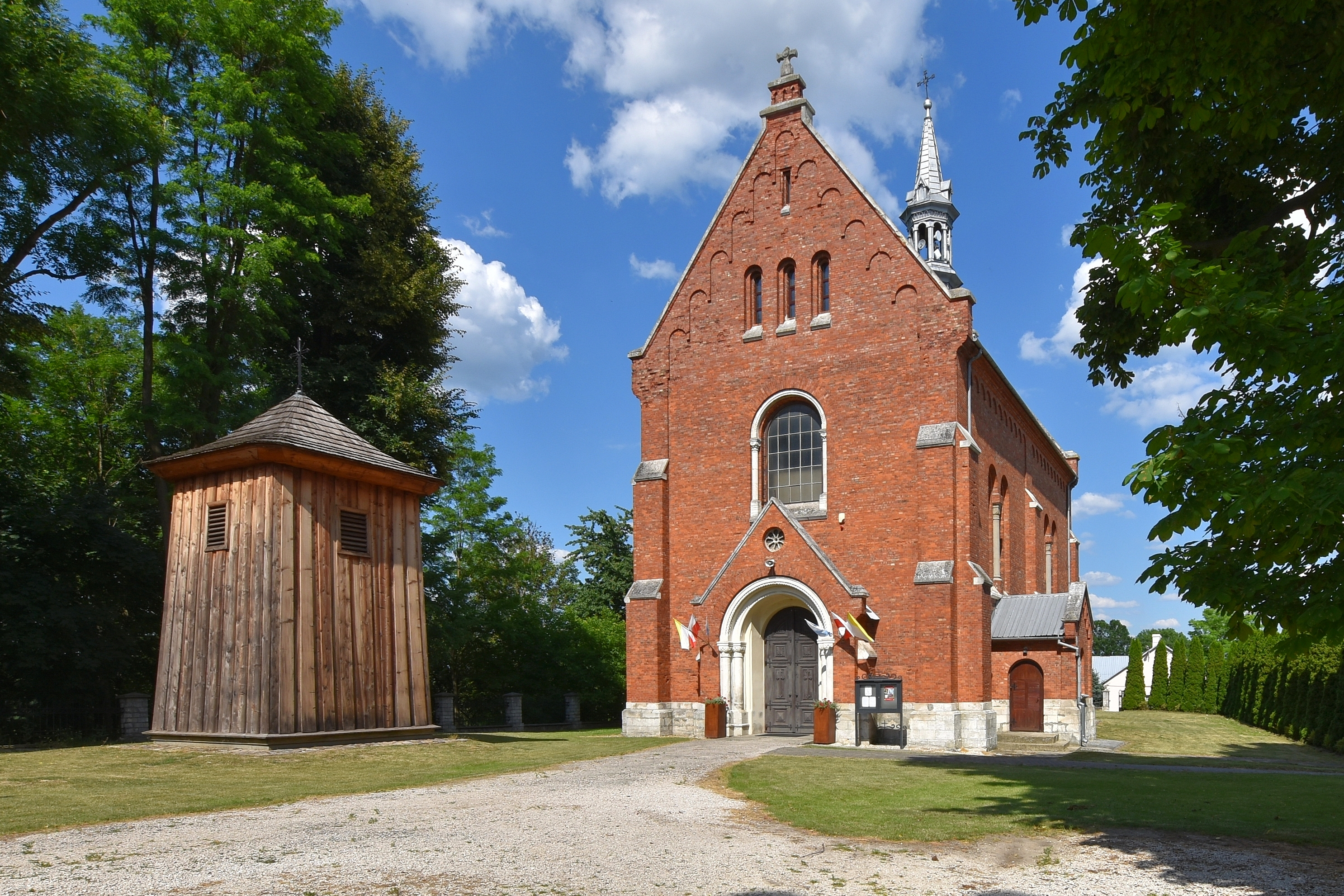
Elewacja frontowa z dzwonnicą
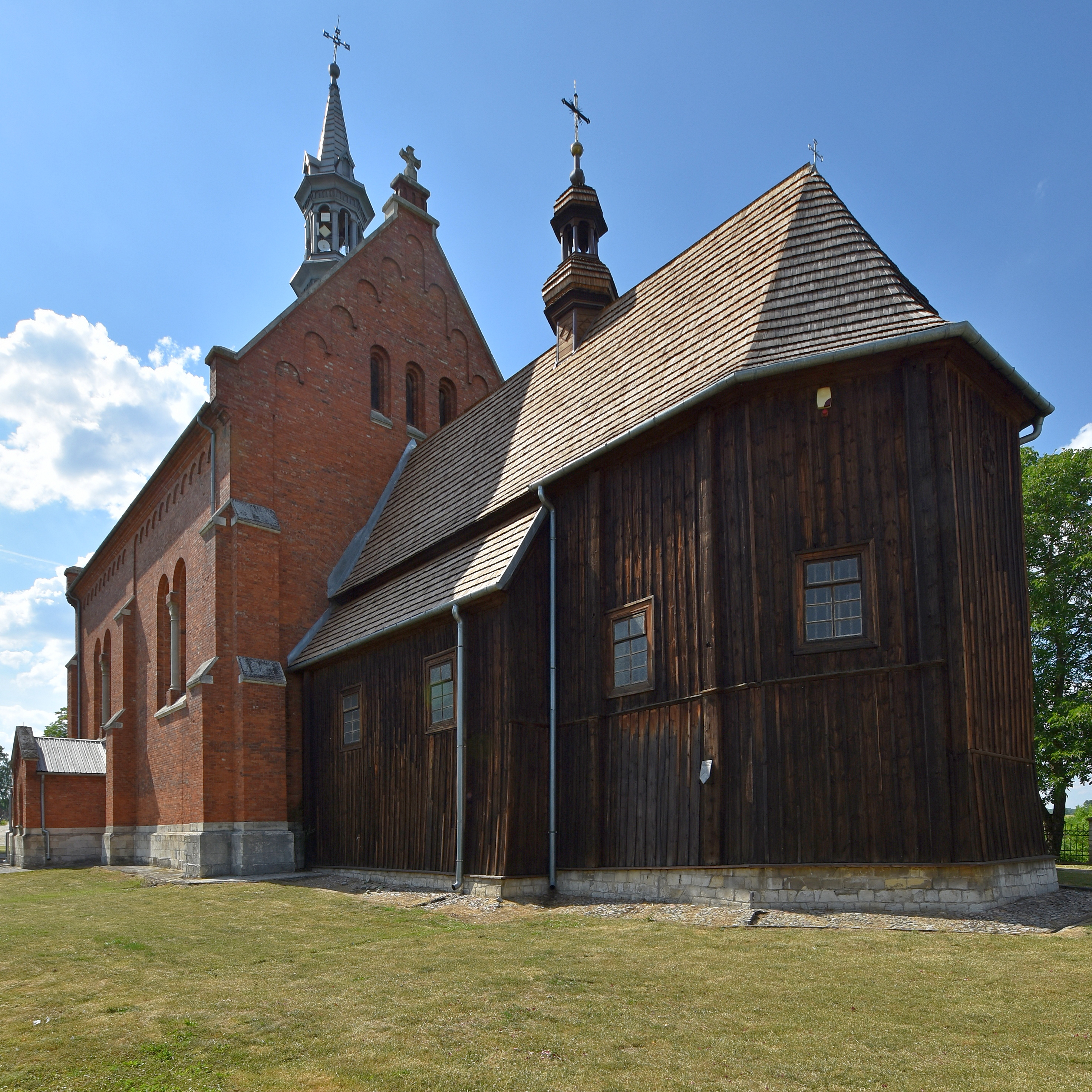
Elewacja boczna
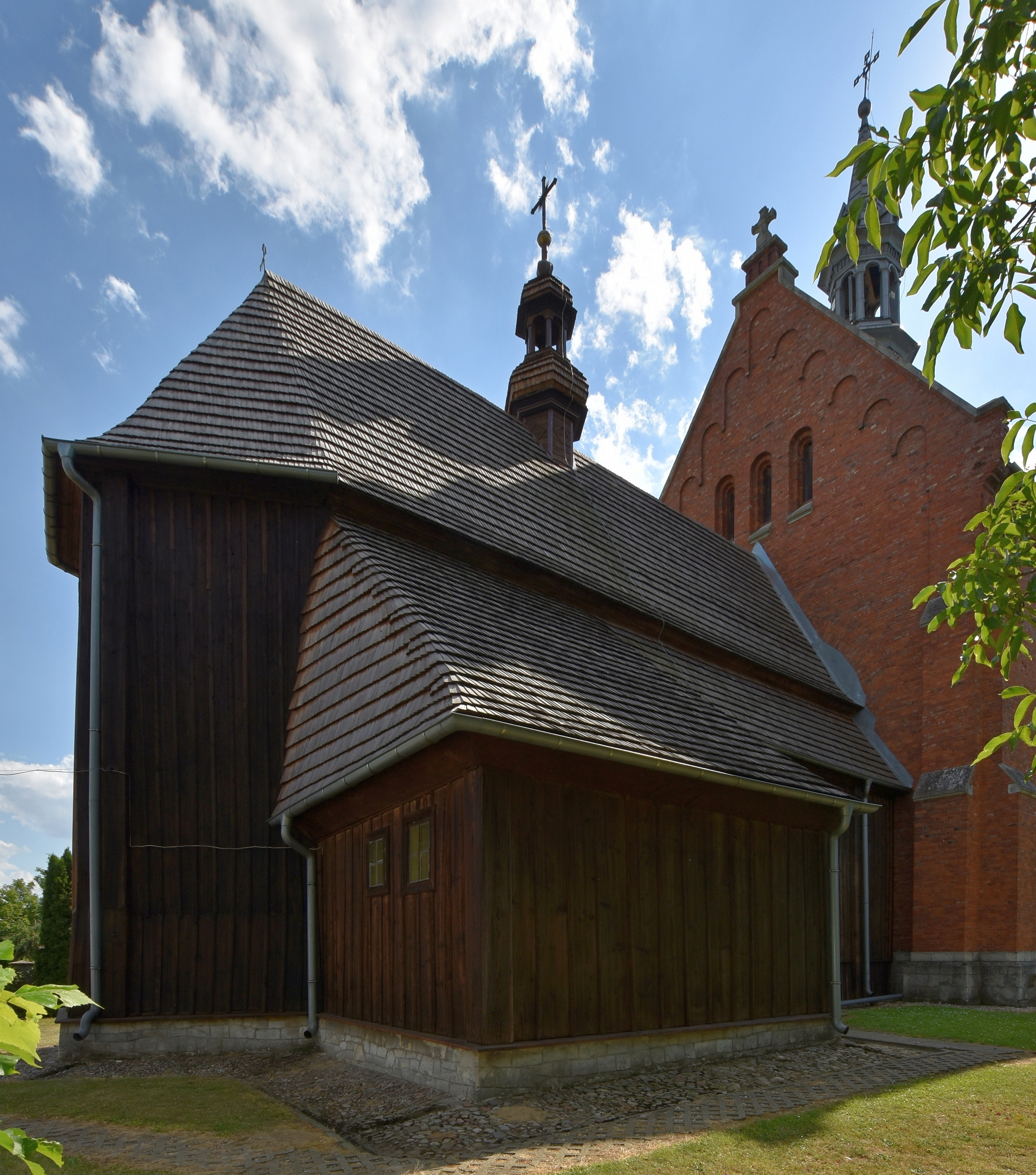
Elewacja tylna

## Otoczenie
Obok kościoła – drewniana dzwonnica (1783 r.) konstrukcji słupowo-ramowej z trzema dzwonami .
Dwa cmentarze: przykościelny i grzebalny zostały połączone i ogrodzone po roku 1867 .